# كعكة قوت الملائكة
كعكة قوت الملائكة أو كعكة الملاك هي نوع من الكعك الإسفنجي المصنوع من بياض البيض والدقيق والسكر، ويُضاف عامل خفق مثل قشدة الترتار وهي تختلف عن أنواع الكعك الأخرى لأنها لا تحتوي على زبدة. قوامه المهوَّى يأتي من بياض البيض المخفوق. نشأت كعكة قوت الملائكة في الولايات المتحدة  واشتهرت أول مرة في أواخر القرن التاسع عشر.  اكتسبت سمعتها الفريدة إلى جانب اسمها بسبب قوامها الخفيف والرائع.

## الوصف
تتطلب كعكة قوت الملائكة خفق بياض البيض حتى يصبح صلبًا. يضاف قشدة الترتار (tarta cream) إلى الخليط لتثبيت بياض البيض. تُطوى المكونات المتبقية برفق في خليط بياض البيض.
لكي تعمل طريقة التنفيش هذه بشكل جيد من المفيد أن يكون لديك دقيق مصنوع من قمح أكثر ليونة. يستخدم طحين القمح بشكل عام بسبب قوامه الخفيف. تسبب طراوة القمح ونقص الدهون في جعل كعكة قوت الملائكة ذات ملمس وطعم خفيفين للغاية.

يجب تقطيع كعكة قوت الملائكة بنصل مسنن حيث تميل الشفرة ذات الحواف المستقيمة إلى ضغط الكعكة بدلاً من تقطيعها. يجب استخدام شوكات أو سكاكين مسننة كهربائية أو قواطع مسننة خاصة أو خيط قوي بدلاً من ذلك.

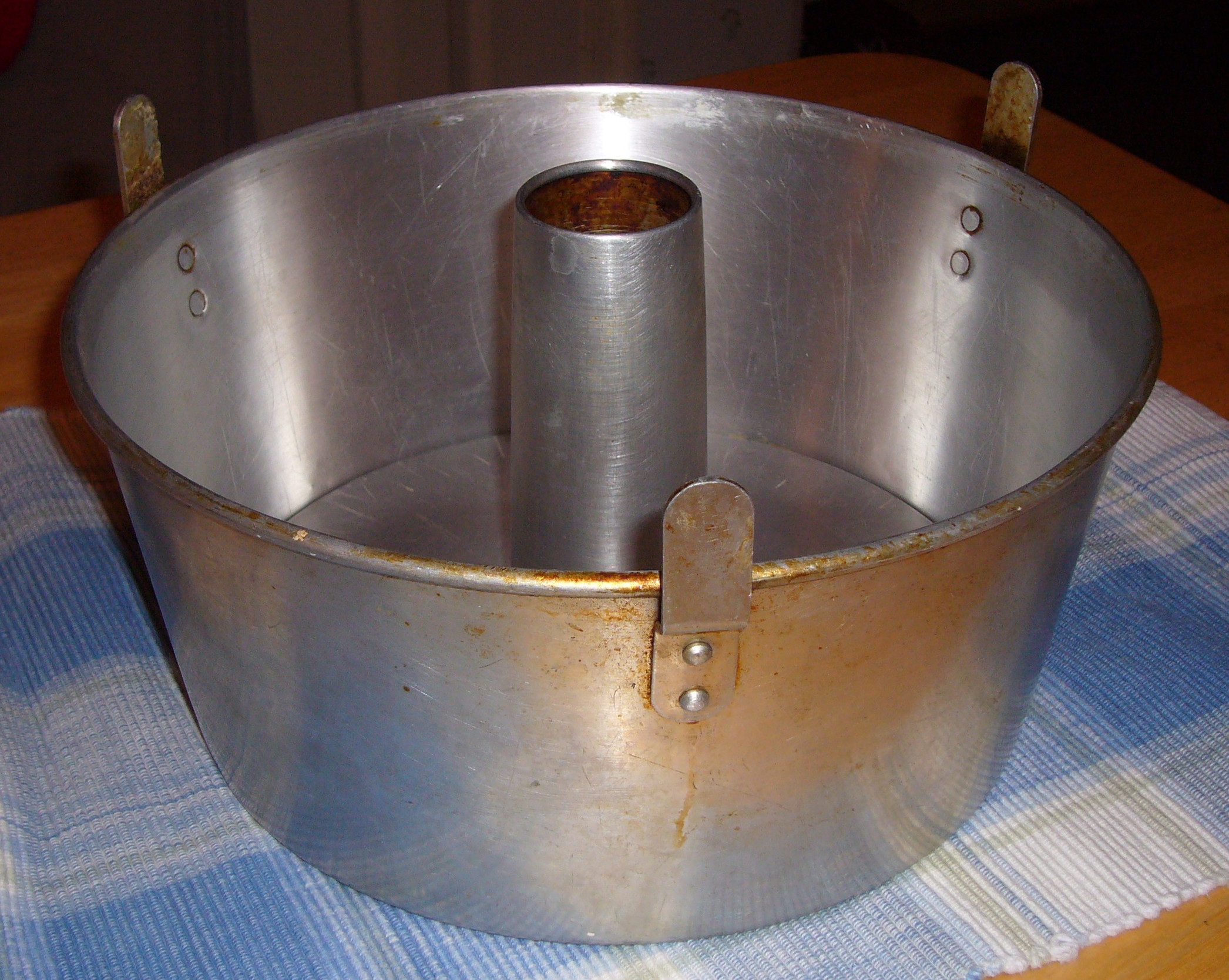
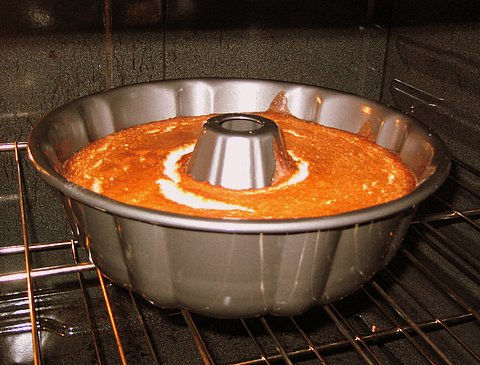
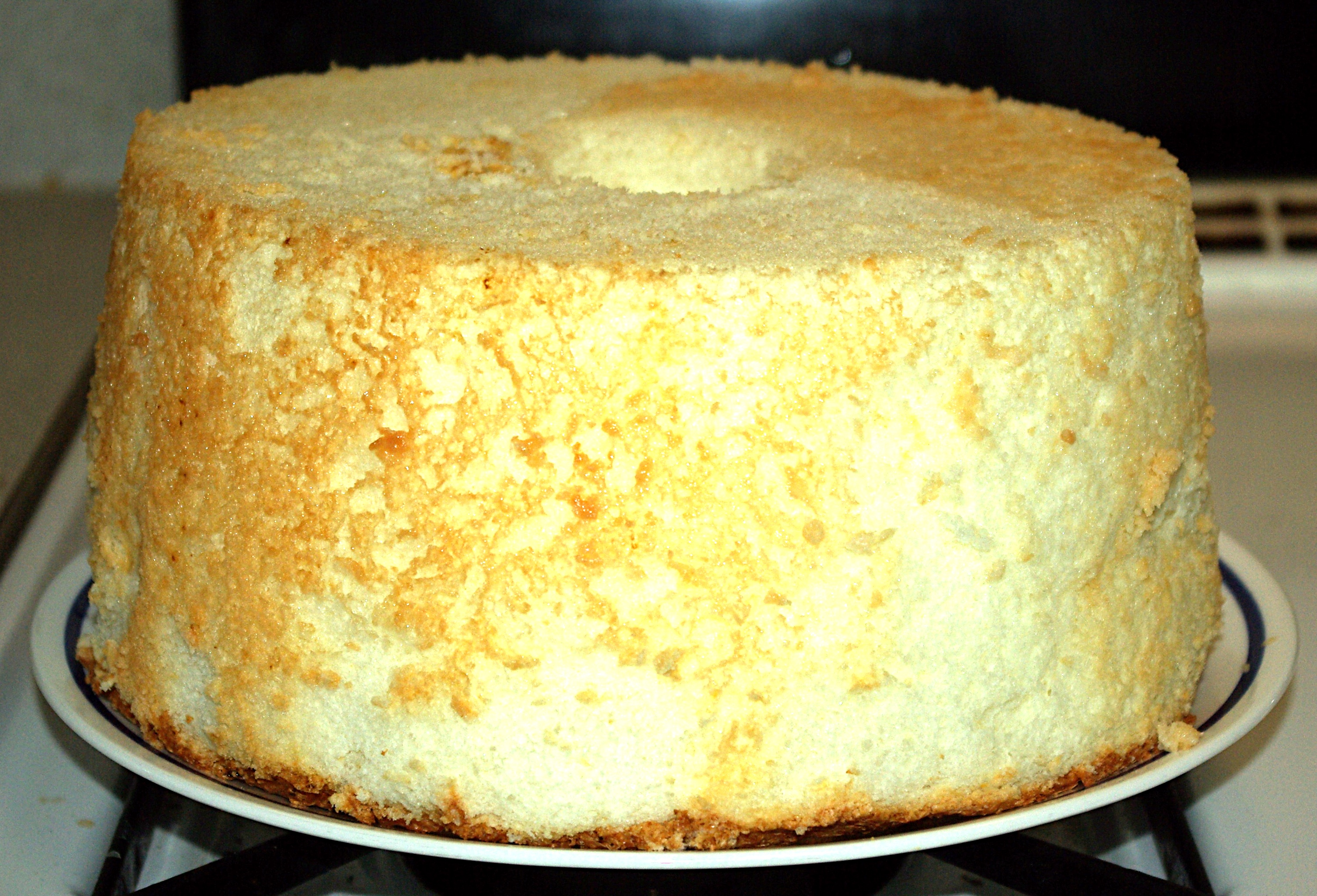